# Morländer Mór
Morländer Mór, eredetileg Engländer (Kismarton, 1818. február 20. – Budapest, Terézváros, 1898. március 6.) író, színműíró, színigazgató.

## Élete
Engländer Salamon pesti nagykereskedő egyetlen fia. A soproni evangélikus gimnáziumban végezte a hat gimnáziumi osztályt és három évig a bécsi műegyetem hallgatója volt. Szülei ekkor egy berlini kereskedőházba adták tanulónak. Azután beutazta Nyugat-Európa több országát. 1838-ban belépett apja kereskedésébe, aki öt év múlva társául fogadta. Apja halálát követően, 1848-ban kereskedői üzletét megszüntette, s döntéséhez hozzájárult, hogy a forradalom alatt a kereskedés jelentős károkat szenvedett. Ezt követően minden idejét és tehetségét a hírlapírásra és a színműírásra fordította. 1859-ben átvette az Adolf Bäuerle által alapított Theaterzeitung kiadását és szerkesztését Bécsben, ám egy évvel később megvált tőle. Ekkor a bécsi Carltheater igazgatójával lépett társszerződésre, de ezt hat hónappal később nagy veszteséggel fölbontotta. Pesten telepedett le, ahol 1863. május 3-án megindította a naponta megjelenő Der Zwischen-Akt című lapot. Az újságban megjelentek többek között budapesti színházak színlapjai, színészi hírek és különböző elbeszélések. 1864-ben a lap nevét Der Tagesbote-ra változtatta, mely később Pester Journal-ra változott át. Esti kiadással bővítve, egy harmadik melléklapja is volt Der Zwischen-Akt címmel, amely szintén színházzal, művészettel és irodalommal foglalkozott. Mind a három lapot nagy sikerrel szerkesztette, azonban a újságpiac egyre inkább telített le, így lapjait eladta. Nyomorral küzdve, több színházigazgatónál titkárként dolgozott Bécsben és Pesten. A Theatralischer Unsinn (Színházi képtelenségek) címmel megjelent énekes bohózatával azonban nagy sikert aratott és bemutatták Bécsben, Berlinben, Hamburgban, Frankfurtban és Pesten is mint repertoár-darabot. Több évig a Gyapjú utcai Német Színház igazgatója volt. Közben egy nyáron a Feld Zsigmond-féle Városligeti Színkörben titkári hivatalt is viselt. Nyugalomba vonulását követően még néhány évig színműírással foglalkozott, mígnem 1886-ban látása elhomályosult. Halálát szívhűdés okozta.
Házastársa Schwarz Sarolta (1828–1911) volt, Schwarz Lipót és Hajduska Klára lánya, akivel 1846. június 14-én Pesten kötött házasságot.

## Művei
- Heerschau auf dem Felde der Parodie, 4 felvonásban. (A Theatralischer Unsinn 2. része, bemutatták: Bécsben)
- Der Kobold am Plattensee, balett szöveggel 2 felvonásban. (Bécsben)
- Ueber Land und Meer, énekes bohózat 4 felvonásban. (Pesten az Erzsébet téri Színházban)
- Was ist Liebe, énekes színmű egy felvonásban. (Pesten)
- Ein Ehestands-Kapitel, vígjáték egy felvonásban. (Pesten)
- Nach dem Theater, vígjáték egy felvonásban. (Pesten)
- Eine Theaterprobe, énekes bohózat egy felvonásban. (Pesten)
- Er ist ein Narr, bohózat egy felvonásban. (Bécsben a Carl-színházban)
- Kling Kling, bohózat egy felvonásban. (Bécsben)
- Die Naturgrille, énekes paródia 3. felvonásban. (Bittnerrel együtt, Bécs)
- Narcisserl, énekes bohózat egy felvonásban. (Bécsben)
- Der elektrische Telegraf, énekes bohózat 3 felvonásban. (Bécsben)
- Ein Ecksitz im Parterre, énekes bohózat 3 felvonásban. (Bécsben)
- Lohengelb, énekes paródia egy felvonásban. (Bécsben)
- Ein jüdischer Honvéd, énekes jellemkép, Lukácsy után fordította. (Pesten a Herminatéri színkörben)
- Die Galloschen des Glücks, énekes bohózat 3 felvonásban. (Pesten a városligeti színkörben)
- Die Weibermühle, énekes népszínmű 3 felvonásban. (Bécsben a wiedeni színházban)
- Ein närrischer Kerl, énekes bohózat 3 felvonásban. (Pesten az Erzsébettéri színházban)
- Tou-Tou, énekes színmű egy felvonásban. (Pesten)
- Durch Nacht zum Licht, énekes népszínmű 4 felvonásban. (nem adatott elő)
- Ich wart' auf Geld, bohózat egy felvonásban. (Bécsben)
- Orpheus auf der Oberwelt, énekes bohózat egy felvonásban. (Bécsben)
- Ninicherl, énekes bohózat 3 felvonásban. (Pesten)
- Die Frau in Blau.